# Ge'ula (Haifa)
Ge'ula (hebrejsky גאולה‎, doslova Vykoupení) je čtvrť v centrální části Haify v Izraeli. Nachází se v administrativní oblasti Hadar, na okraji pohoří Karmel.

## Geografie
Leží v nadmořské výšce necelých 150 metrů, cca 1,5 kilometru jižně od centra dolního města. Na severu s ní sousedí čtvrť Hadar ha-Karmel a Vádí Salib, na východě Nachala, na západě Karmel Merkazi a na jihu Ramat Hadar. Zaujímá polohu na severních svazích pohoří Karmel. Hlavní dopravní osou jsou ulice ha-Majmoni, Leon Blum a ha-Po'el. Populace je židovská, bez arabského prvku. Významnou součást populace tvoří charedim.

## Dějiny
Výstavba tu probíhala od 20. a 30. let 20. století. Šlo o součást rozvoje širší oblasti Hadar, kterou urbanista a architekt Richard Kaufmann navrhl jako zahradní předměstí. Rozkládá se na rozloze 0,14 kilometru čtverečního. V roce 2008 zde žilo 3 740 lidí, z toho 3 220 Židů.